# Żupy krakowskie
Żupy krakowskie – przedsiębiorstwo powstałe pod koniec XIII wieku, w skład którego wchodziła żupa w Wieliczce (Kopalnia soli Wieliczka) i żupa w Bochni (Kopalnia soli Bochnia), wraz z warzelniami znajdującymi się w tych miastach, nadwiślańskich portów żupnych oraz – od końca XVI do początku XVIII wieku – warzelni soli w Dobiegniewie. Jest to jedno z najdłużej działających (ok. 700 lat) i najbardziej dochodowych przedsiębiorstw w Polsce. Przedsiębiorstwem zarządzał żupnik mianowany przez króla. Pierwszym żupnikiem tej saliny został w 1333 Francuz, Wojciech Porinus.
Przedsiębiorstwo działało przez blisko 500 lat, do I rozbioru Polski (1772), bez większych zmian organizacyjnych. W XIV wieku żupy krakowskie dostarczały 1/3 dochodów skarbu państwa. W 1368 roku król Kazimierz III Wielki przeprowadził reorganizację administracji kopalni soli, wydając 21 kwietnia statut żupny. Okres rozkwitu żup krakowskich przypadał od XVI wieku do połowy XVII wieku. W żupie w Wieliczce pracowało wtedy ok. 2000 górników, a wydobycie przekraczało 30 000 ton soli na rok. Żupa krakowska była największym w dawnej Rzeczypospolitej zakładem przemysłowym i jednym z największych w Europie. Po I rozbiorze Polski doszło do jej podziału na dwie oddzielne kopalnie soli: w Wieliczce i w Bochni.

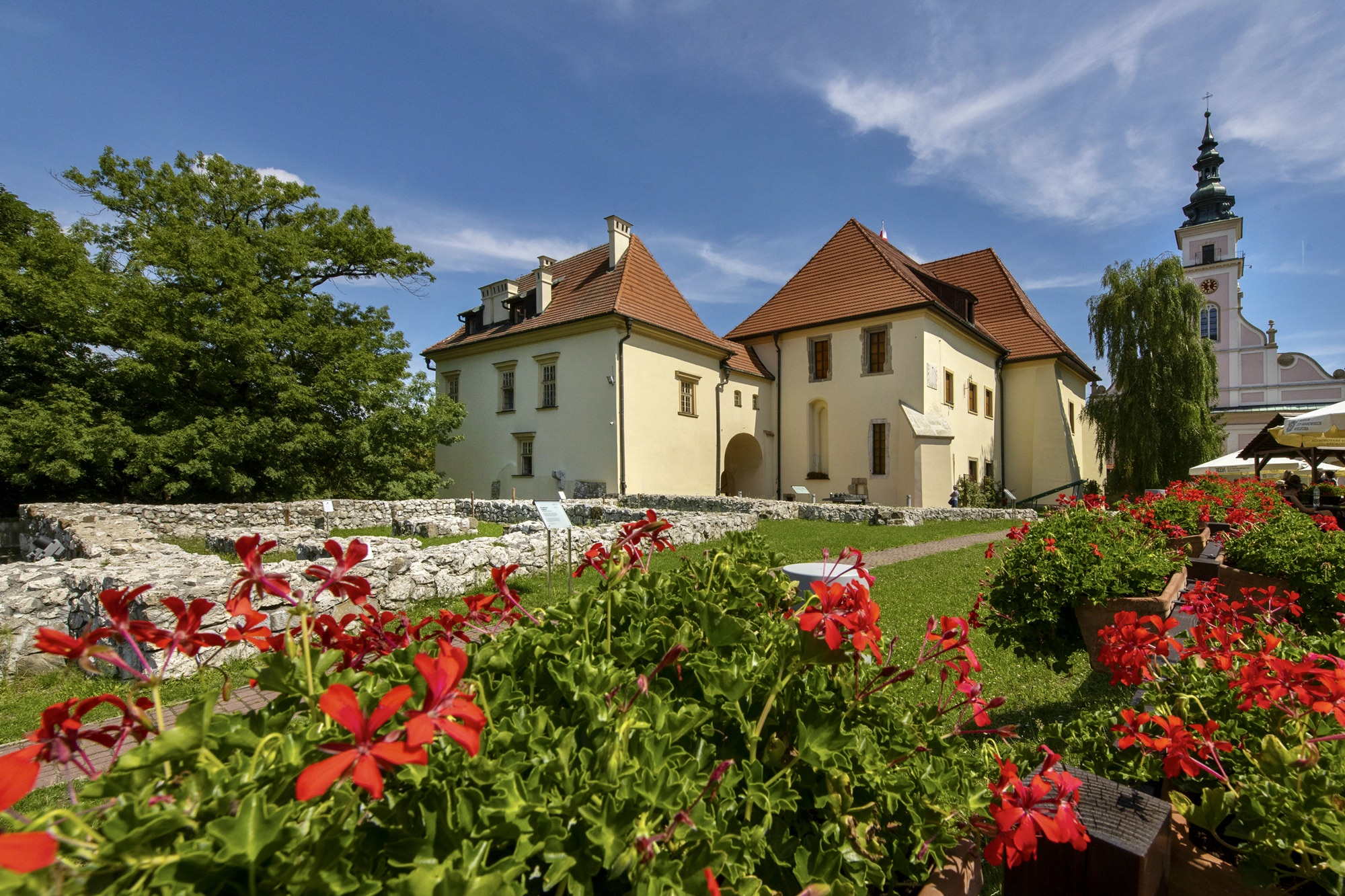
Siedziba przedsiębiorstwa Żup Krakowskich, Zamek Żupny, od strony dziedzińca, fot. D. Kołakowski

Siedzibą żup krakowskich był Zamek Żupny w Wieliczce. Składający się z Zamku Środkowego (Dom pośród Żupy, XIII–XIV w.), Zamku Północnego (Dom Żupny, XIV–XV w.) oraz Zamku Południowego (poł. XIX w.), obiekt ten był miejscem, gdzie nie tylko rezydowały władze przedsiębiorstwa, ale również tworzono mapy i dokumentację obu kopalń, dobijano targów solnych, górnicy otrzymywali wynagrodzenia oraz wydawano pracownikom posiłki w tzw. kuchni żupnej.
Współcześnie Zamek jest siedzibą Muzeum Żup Krakowskich, w którym znajdują się wystawa archeologiczna, reprezentacyjna komnata zamku – Sala Gotycka, w której znajdują się wizerunki żupników, administratorów i urzędników związanych z przedsiębiorstwem solnym, oraz jedna z najcenniejszych na świecie kolekcja solniczek.
W podziemnej ekspozycji Muzeum znajduje się wystawa stała „Żupy Krakowskie – przedsiębiorstwo królewskie”, ukazująca dzieje przedsiębiorstwa na przestrzeni wieków, na której można zobaczyć m.in. obrazy Jana Matejki: Św. Kinga oraz Zjazd do kopalni góromistrza Seweryna Bethmana i żupnika Andrzeja Kościeleckiego w czasie pożaru w 1510 r. Jednym z najważniejszych obiektów jest również Róg Bractwa Kopaczy, ufundowany przez żupnika Seweryna Bonera, który symbolizuje bogactwo żup.

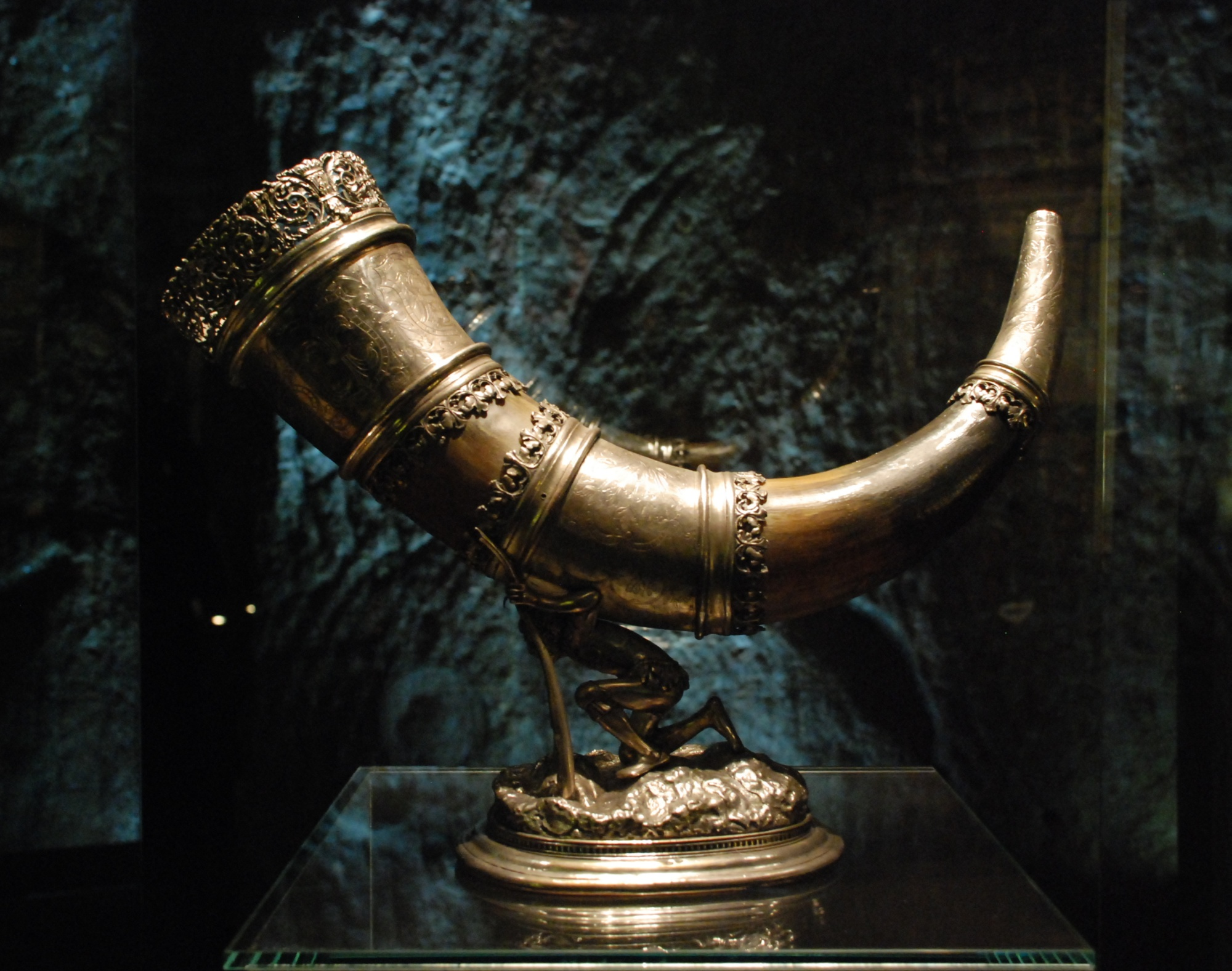
Róg Bractwa Kopaczy na wystawie na Trasie Muzeum

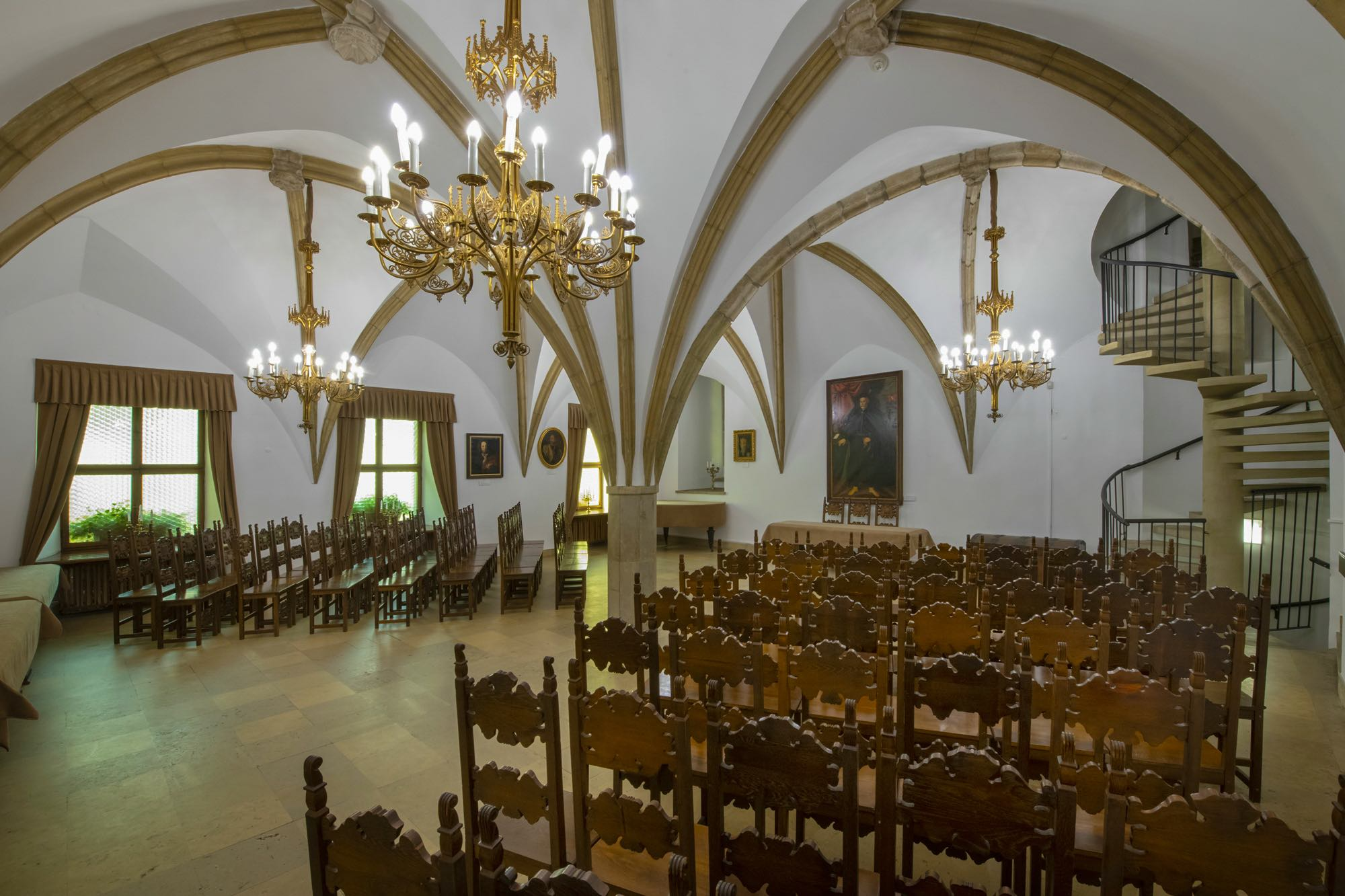
Sala Gotycka w Zamku Żupnym, fot. D. Kołakowski.

## Dzierżawcy
W połowie XVIII wieku dzierżawcą żup krakowskich był Jan Mier.